# 布魯克林 (科尼克縣)
布魯克林（英語：Brooklyn）是一個位於美國阿拉巴馬州科尼卡縣的非建制地區。該地的面積和人口皆未知。

## 地理
布魯克林的座標為31°15′46″N 86°46′16″W / 31.26277°N 86.77111°W，而該地最高點為海拔高度48米（即157英尺）。